# 바이누크구니아몰로어
바이누크구니아몰로어는 세네갈 남부 카사만스강 하류 일부 지역에서 사용되는 니제르콩고어족의 한 언어이다. 이 언어를 쓰는 사람의 1% 이하 정도가 이 언어를 문자로 표기할 수 있다. 이 언어를 사용하는 사람들은 고유 종교를 믿거나 기독교, 이슬람교 등 다양한 종교를 믿는다.

## 다른 이름
바니움어(Banyum), 바니운어(Banyun), 바그눈어(Bagnoun), 반훈어(Banhum), 바이누크어(Bainuk), 바니우크어(Banyuk), 바니웅어(Banyung), 엘로마이어(Elomay), 엘루나이어(Elunay), 눈어(Ñuñ)